# Ecclesia en Synagoge
Ecclesia en Synagoge (of Synagoga) is in de iconografie van de Westerse kunst een allegorische voorstelling van het christendom tegenover het jodendom (of Nieuwe Testament versus Oude Testament), voorgesteld als twee vrouwenfiguren, vaak aan weerszijden van een crucifix.

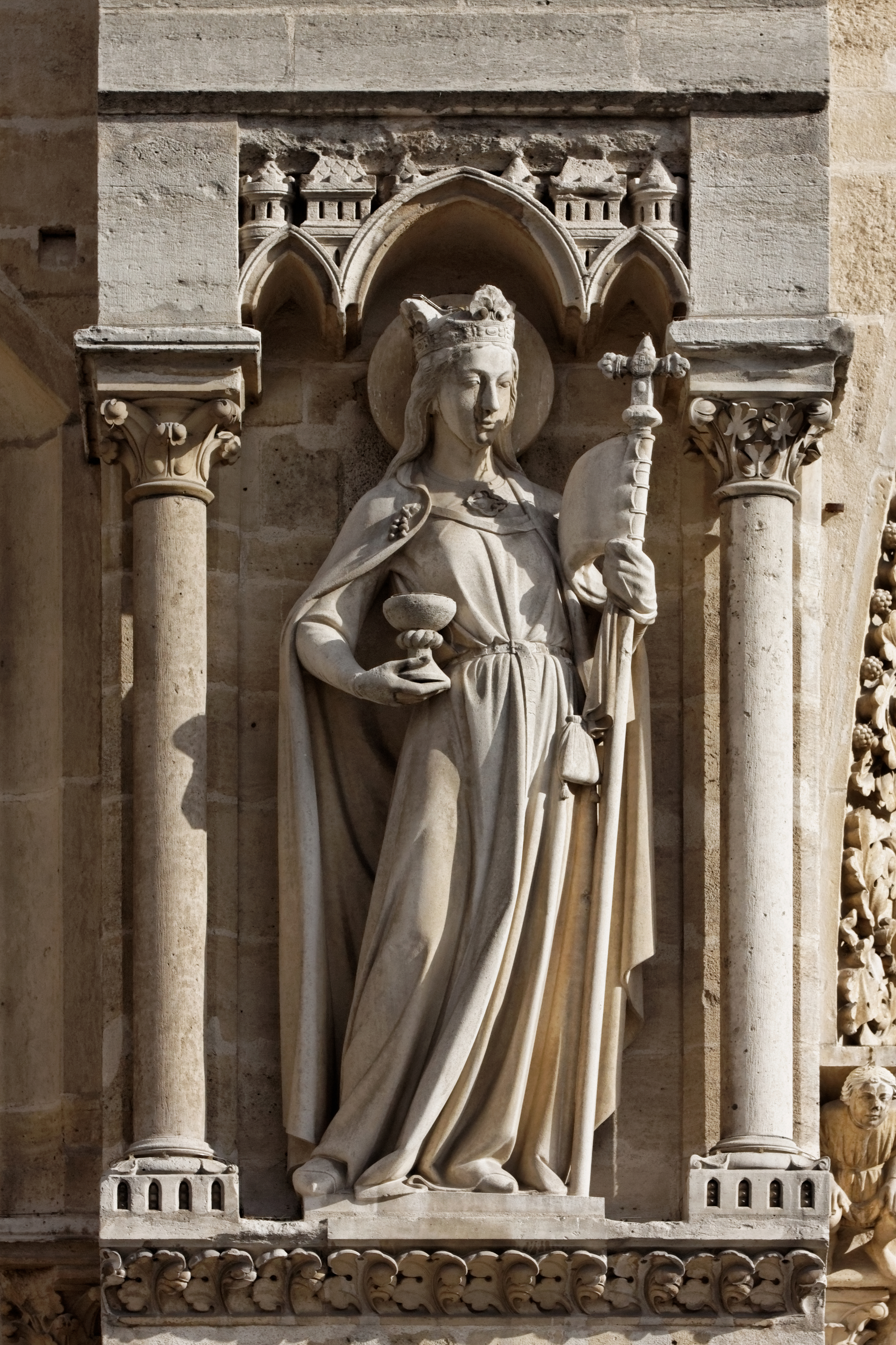
Ecclesia (Notre Dame, Parijs)

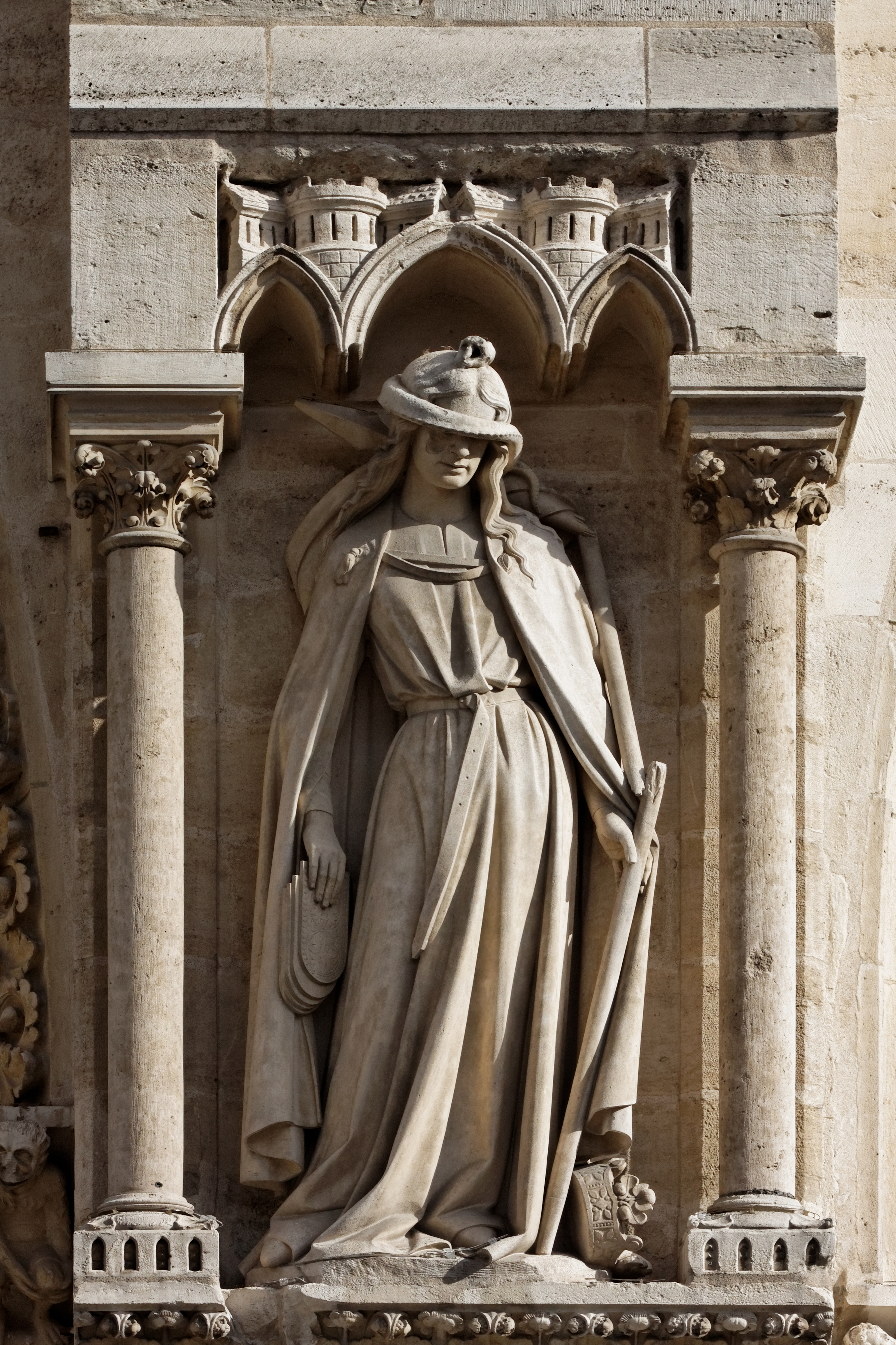
Synagoge (Notre Dame, Parijs)

Sinds de 9e eeuw verschenen zij als volgers van het kruis en werden sinds de 13e eeuw ook als zelfstandige figuren behandeld.

## Ecclesia
De iconografie van de Ecclesia (Latijn = kerk) is een naar het Kruis toegewende vrouw met kroon (overgenomen van Synagoga), kelk en kruisvaan als symbool van de enige ware Kerk. De beelden komen vaak voor aan kerkportalen en altaren (Straatsburg); in de 15e en 16e eeuw ook in de schilder- en prentkunst.

## Synagoge
De Synagoge wordt afgebeeld als een geblinddoekte vrouw (vanwege het niet erkennen van Christus) met een gebroken lans (soms met spons met edik of azijn) en met afgewend gezicht, en gevallen kroon. In de linkerhand (soms) de tafelen der wet, maar ondersteboven. Soms is zij een jonge vrouw zoals Ecclesia maar ook wordt zij wel voorgesteld als een oude vrouw (versies van Singer Sargent , Garofalo). Zij staat als symbool voor het anti-judaïsme en de gebroken lans als nederlaag.

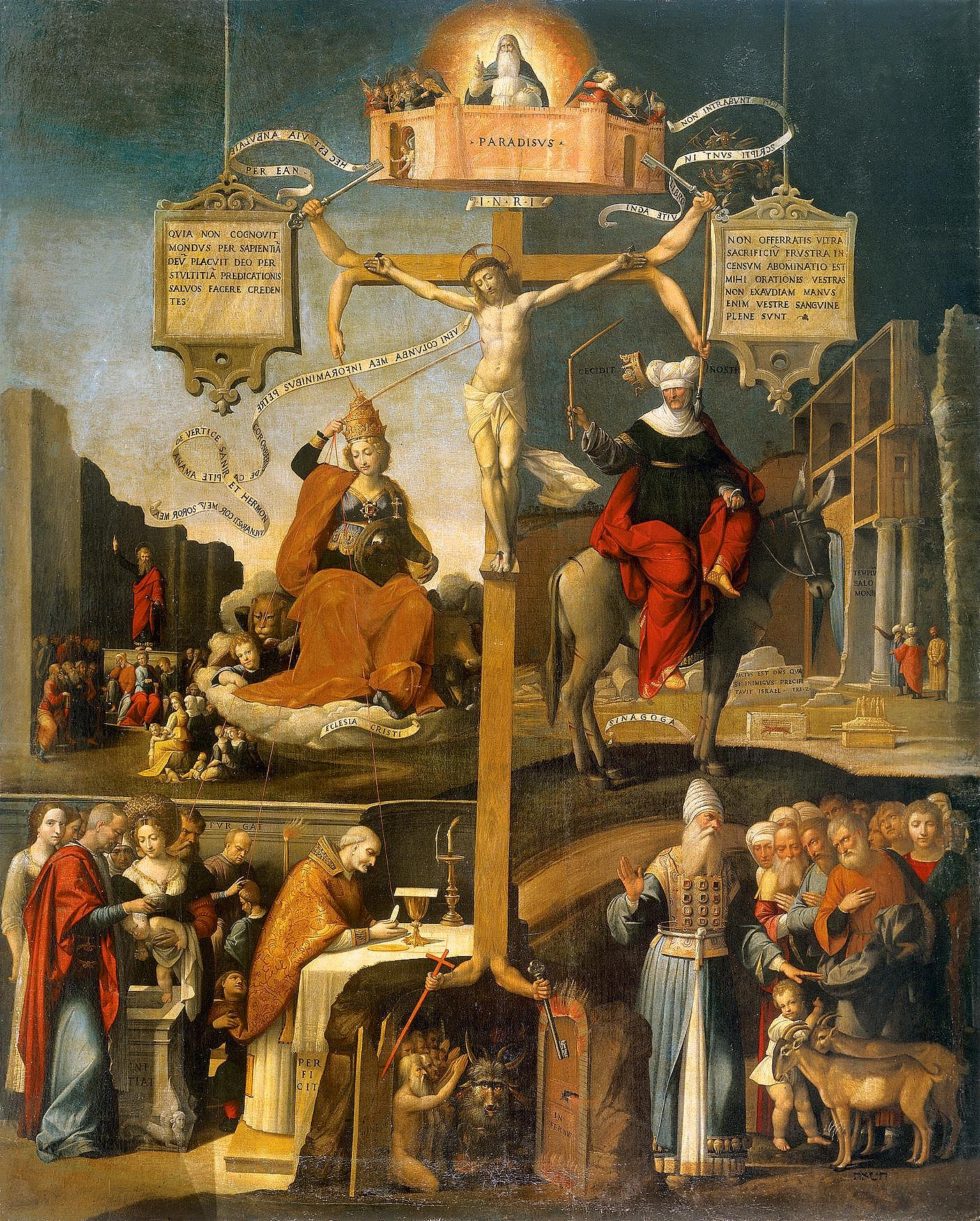
Garofalo Hermitage - Allegoria Bible 29907